# Maria Altmann
Maria Altmann (18 de febrero de 1916 – 7 de febrero de 2011) fue una refugiada judía austriaco-estadounidense que huyó de Austria, su país natal, tras la ocupación nazi. Es conocida por su campaña legal de reclamación al Gobierno de Austria de cinco pinturas del artista Gustav Klimt robadas a su familia por los nazis durante Segunda Guerra Mundial.
Altmann es el personaje principal de la película de 2015 La dama de oro, donde es representada por Helen Mirren y Tatiana Maslany.

## Biografía
Maria Altmann (de soltera Maria Victoria Bloch) nació el 18 de febrero de 1916 en Viena (Austria) y era hija de Marie Therese (de soltera Bauer 1874–1961) y Gustav Bloch (1862-1938). La familia cambió su nombre a Bloch-Bauer al año siguiente. Maria era sobrina de Adele Bloch-Bauer, una rica judía mecenas de las artes que posó como modelo para algunos de los cuadros de Klimt más conocidos, y recibía regularmente en su casa a los artistas más famosos del momento, entre otros Gustav Mahler, Richard Strauss, Arthur Schnitzler, Johannes Brahms, Franz Werfel, Alma Mahler, Leo Slezak, Otto Wagner, George Minne, Karl Renner, Julius Tandler y Klimt. En 1937, Maria se casó con Fredrick "Fritz" Altmann. No mucho tiempo después de su luna de miel en París, en 1938, Alemania se anexionó (Anschluss) Austria. Bajo el nazismo, Fredrick fue arrestado y encerrado en el campo de concentración de Dachau para obligar a su hermano Bernhard Altmann, en seguridad en Inglaterra, a transferir su exitosa fábrica textil a los alemanes. Tras su liberación, Fredrick huyó junto a Maria para salvar sus vidas. Su huida fue penosa y tuvieron que dejar atrás su casa, sus seres amados y sus posesiones, incluidas joyas que acabaron en la colección de Hermann Göring. Muchos de sus amigos y parientes fueron asesinados por los nazis o se suicidaron. Pasaron por Liverpool (Inglaterra) para llegar a Estados Unidos y se establecieron primero en Fall River (Massachusetts) y finalmente en un barrio acomodado de Los Ángeles, Cheviot Hills.
Al poco de llegar Maria a Los Ángeles, Bernhard Altmann le envió un suéter de cachemira –aún no disponible en Estados Unidos– acompañado de la nota: "Mira qué puedes hacer con esto". Maria llevó el suéter a los grandes almacenes Kerr en Beverly Hills y pronto consiguió muchos compradores de California y el resto de los Estados Unidos para los suéteres de cachemira de Bernhard Altmann. Maria se convirtió en la representante de la cachemira en California y al final abrió su propia tienda de ropa. Entre sus clientes se contaba la madre del actor Spencer Tracy.
Altmann se naturalizó estadounidense en 1945. Su marido murió en 1994.

## El caso Klimt
El tío de Altmann, el magnate checo del azúcar Ferdinand Bloch-Bauer, tenía una colección pequeña de obras de arte del maestro austriaco Gustav Klimt, incluidos dos retratos de su mujer, Adele Bloch-Bauer. En su testamento, Adele, que murió en 1925 antes de que surgiera el nazismo, había pedido a su marido que donara los Klimts a la Galería Nacional austriaca cuando él muriera. Se ha discutido mucho posteriormente si esa petición podía o no ser considerada legalmente vinculante para su marido que era el dueño de las pinturas. En cualquier caso, tras la anexión de Austria por la Alemania nazi (Anschluss) en 1938 y la huida de Austria de Ferdinand, las pinturas fueron confiscadas y fueron a parar en un principio a manos de un abogado nazi. Ferdinand Bloch-Bauer murió el 13 de noviembre de 1945, poco después de finalizar la Segunda Guerra Mundial, dejando como herederos a un sobrino y dos sobrinas, una de los cuales era Maria Altmann. Para entonces, cinco de los cuadros habían pasado a ser propiedad del gobierno austriaco.
Presionada Austria en los años noventa a reexaminar su pasado Nazi, el Partido Verde austriaco contribuyó en 1998 a la aprobación de una ley que introducía más transparencia en el hasta entonces oscuro proceso para solucionar el asunto de la restitución de las obras de arte confiscadas durante el periodo nazi. Al permitir por primera vez el acceso a los archivos del Ministerio de Cultura, la ley hizo posible que el investigador y periodista austriaco Hubertus Czernin descubriera que, contrariamente a lo que había sido generalmente supuesto, Ferdinand Bloch-Bauer nunca había donado las pinturas al museo nacional.

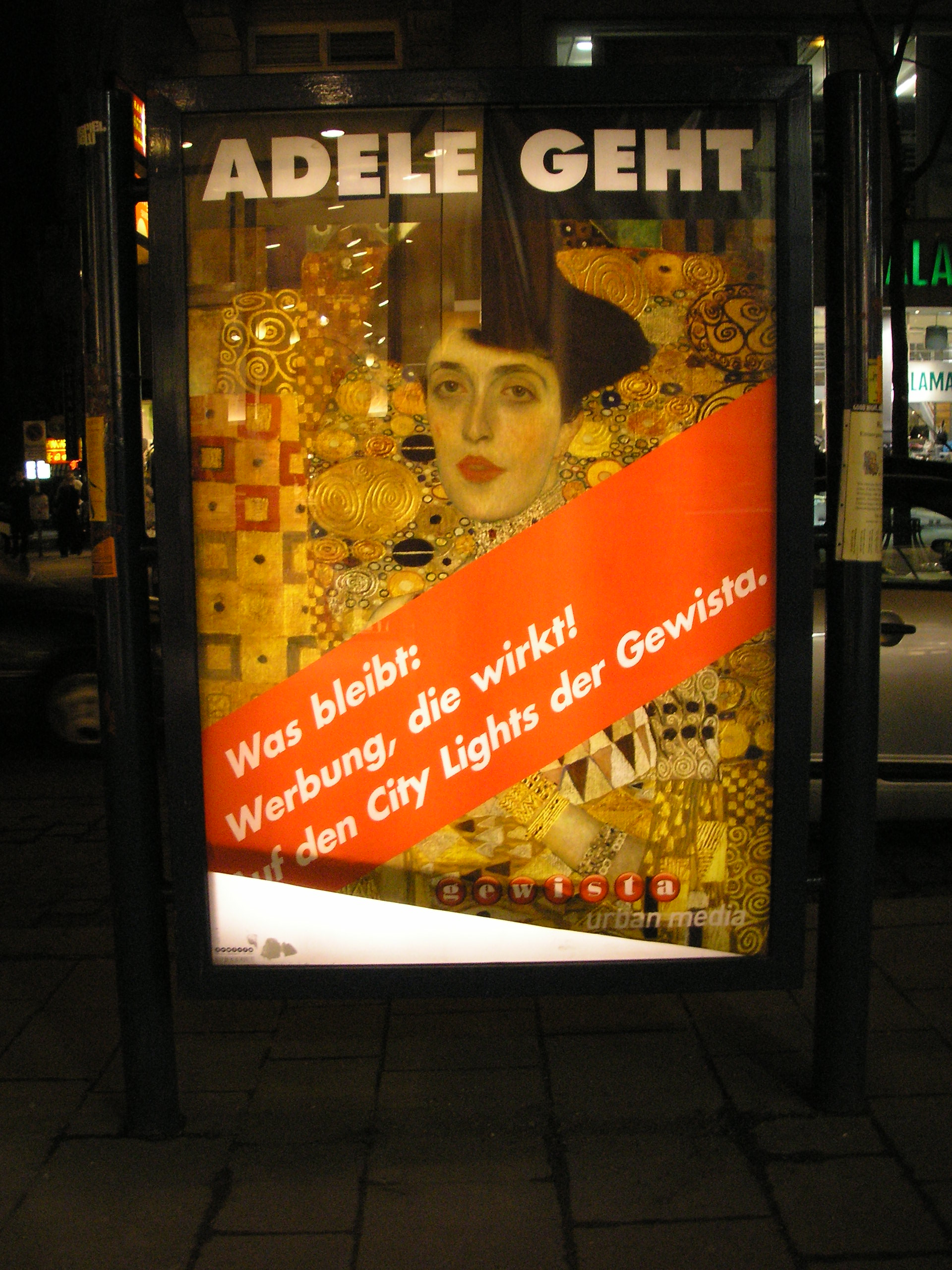
Cartel en Viena, diciendo adiós a la pintura Adele Bloch-Bauer

Al enterarse de lo que había descubierto Czernin, Altmann intentó primero negociar con el gobierno austriaco la recuperación de algunos de los cuadros. Pedía solo los paisajes de Klimt que pertenecían a su familia, y estaba dispuesta a dejar que Austria conservara los retratos. Sin embargo, las autoridades austriacas no se tomaron en serio su propuesta. En 1999, intentó llevar a los tribunales austriacos al gobierno de Austria, pero de acuerdo con la legislación de ese país, la tasa para poder presentar la denuncia consiste en un porcentaje del valor de los objetos reclamados. Como en ese momento los cinco cuadros estaban valorados en 135 millones de dólares estadounidenses, la tasa ascendía a 1,5 millones de dólares. A pesar de que los tribunales austriacos redujeron posteriormente esta cantidad a 350.000 dólares, seguía siendo demasiado para Altmann y desistió de presentar el caso ante los tribunales austriacos.
En 2000, Altmann presentó una denuncia ante el Tribunal de Distrito de los Estados Unidos por el Distrito Central de California acogiéndose a la Ley de Inmunidades de Soberanías Extranjeras (FSIA). El caso República de Austria contra Altmann llegó al Tribunal Supremo de los Estados Unidos, el cual sentenció en 2004 que Austria no podía abstraerse de esa denuncia. Después de la sentencia, Altmann y Austria acordaron someterse al arbitraje de un grupo de tres jueces austriacos. El 16 de enero de 2006, el grupo de arbitraje determinó que el gobierno de Austria estaba jurídicamente obligado a devolver las obras de arte a Altmann y los demás herederos de la familia y en marzo del mismo año Austria devolvió los cuadros.
Se calculó en el momento de su restitución que el valor total de los cuadros ascendía a por lo menos 150 millones de dólares. En términos económicos, fue la restitución más importante de obras de arte confiscadas por los nazis en Austria. Los cuadros salieron de Austria en marzo de 2006 y fueron exhibidos en el Museo de Arte del Condado del Los Ángeles hasta el 30 de junio de 2006. Meses después de que el gobierno austriaco devolviera los cuadros de la familia Altmann, esta decidió confiarlos para su venta a la casa de subastas Christie's. El Retrato de Adele Bloch-Bauer I (1907) fue comprado por el heredero del imperio de cosméticos Ronald Lauder por 135 millones de dólares estadounidenses y fue la suma más elevada jamás pagada hasta entonces por una pintura. Desde el 13 de julio de 2006 el cuadro está expuesto al público en la Neue Galerie de Nueva York, creado por Lauder en 2001. Los otros cuatro cuadros de Klimt se exhibieron también en la Neue Gallerie durante varias semanas en 2006.
En noviembre de 2006, el Adele Bloch-Bauer II (1912) fue vendido en subasta en Christie's de Nueva York por casi 88 millones de dólares. En total, los otros cuatro cuadros se vendieron en subasta por 192,7 millones de dólares. Si se añade el comprado por Lauder, el total alcanzó aproximadamente 325 millones de dólares que se repartieron entre varios herederos.
Con una parte del dinero conseguido por la venta de los cuadros se creó la Fundación de la Familia de Maria Altmann que apoya al Museo del Holocausto de Los Ángeles y a otras instituciones públicas y filantrópicas.

## Galería de obras de arte de Klimt
| - Adele Bloch-Bauer I, 1907 - Adele Bloch-Bauer II, 1912 - Buchenwald/ Birkenwald, 1903 - Apfelbaum I, 1912 | - Häuser in Unterach am Attersee, 1916 |  |

## Muerte
Altmann murió el 7 de febrero de 2011 en su casa en el Cheviot Hills de Los Ángeles, poco antes de su 95.º cumpleaños. Obituarios aparecieron en The New York Times, El Guardián y muchas otras publicaciones internacionalmente.

## Legado
La historia de Altmann ha sido contada en tres películas documentales. Stealing Klimt, lanzado en 2007, entrevistas con Altmann y otros estrechamente implicado con el caso de E. Randol Schoenberg A Hubertus Czernin. Adele's Wish, lanzado en 2008 por el productor Terrence Turner, entrevistas con Altmann, Schoenberg, y expertos principales de alrededor del mundo.The Rape of Europa, un documental sobre el saqueo Nazi, también incluye material sobre Altmann. Su historia de vida y batalla para reclamar la colección familiar de Klimt es contada en el libro The Lady in Gold, the Extraordinary Tale of Gustav Klimt's Masterpiece, Portrait of Adele Bloch-Bauer,  por Anne-Marie O'Connor.
Altmann es interpretada por Helen Mirren y Tatiana Maslany en la película de 2015 Woman in Gold, crónica de la década de lucha de Altmann para recuperar las pinturas de Klimt. La película también protagoniza Ryan Reynolds como Randol Schoenberg.